# 2020년 세계 피겨스케이팅 선수권 대회
2020년 세계 피겨 스케이팅 선수권 대회(2020 World Figure Skating Championships)는 캐나다 몬트리올에서 3월 16일부터 3월 22일까지 열릴 예정이었지만 코로나19 범유행 때문에 취소가 되었다.